# جعفر محمود آدم
جعفر محمود آدم (12 فبراير 1960م – 13 أبريل 2007م عالم نيجيري سلفي وباحث إسلامي وعضو بارز في (جماعة إزالة البدعة وإقامة السنة)، وهي جمعية دينية مقرها في أبوجا

## التدريس
الشيخ جعفر كان يدعو في (مسجد إنديمي في مايدوغوري) المسجد الذي حضره نائب حاكم ولاية بورنو.

## الموت
ضرب آدم بالرصاص وتوفي في مسجد في شمال مدينة كانو في نيسان / أبريل 2007.